# 살만 타시르

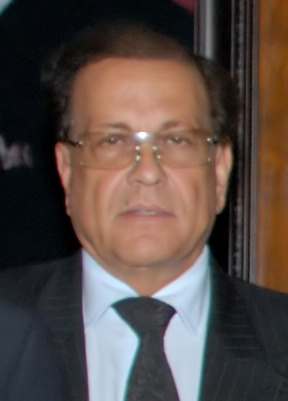
살만 타시르, 2009년.

살만 타시르(펀자브어: سلمان تاثیر, 생애: 1944년 5월 31일 ~ 2011년 1월 4일)는 파키스탄의 기업가이자 정치인으로, 파키스탄 인민당 당원이었으며, 페르베즈 무샤라프 이하 무하마드 미안 숨로 총리 내각에서 장관 대리를 지낸 적이 있다. 또한 월드콜 그룹의 사장이자 최고 경영자였다.
타시르는 사퇴하는 칼리드 막불의 뒤를 이어 2008년 5월 15일에 펀자브 주의 주지사로 취임했으나, 2011년 1월 4일, 이슬라마바드에서 신성모독에 대한 법을 반대하던 타시르를 못마땅하게 여긴 자기 경호원 말리크 뭄타즈 카드리에 의해 살해당했다.
마울라나 파잘루르 레흐만, 레흐만 말리크 등의 이슬람 근본주의자들은 살인자 카드리를 영웅 대접하면서 타시르를 신성모독자라고 비난했다. 더구나 카드리는 타시르의 등에 총을 20여발이나 쏘아서 살해했는데, 그동안 아무도 그를 사살하지 않아 배후 음모설까지 제기되고 있다.